# Liparis (dier)
Het geslacht Liparis (niet te verwarren met een plantengeslacht van dezelfde naam) is het typegeslacht van de familie slakdolven (Liparidae), een uitgebreide familie uit de ook al grote orde van de Schorpioenvisachtigen (Scorpaeniformes). Liparis telt ongeveer 60 soorten.

## Soortenlijst naar regio[1]
Noordoostelijke Atlantische Oceaan
- Liparis barbatus Ekström, 1833
- Liparis liparis (Linnaeus, 1766) – Slakdolf
- Liparis montagui (Donovan, 1804) – Kleine slakdolf

Noordelijke IJszee/noordelijke Atlantische Oceaan
- Liparis gibbus Bean, 1881
- Liparis tunicatus Reinhardt, 1836

Noordelijke Atlantische Oceaan
- Liparis agassizii Putnam, 1874
- Liparis fabricii Krøyer, 1847

Noordwestelijke Atlantische Oceaan
- Liparis atlanticus (Jordan & Evermann, 1898)
- Liparis coheni Able, 1976
- Liparis inquilinus Able, 1973

Westelijke Indische Oceaan
- Liparis fishelsoni Smith, 1967

Grote Oceaan
- Liparis greeni (Jordan & Starks, 1895)

Oostelijke Grote Oceaan
- Liparis callyodon (Pallas, 1814)
- Liparis dennyi Jordan & Starks, 1895
- Liparis florae (Jordan & Starks, 1895)
- Liparis fucensis Gilbert, 1896

Noordelijke Grote Oceaan
- Liparis bristolensis (Burke, 1912)
- Liparis cyclopus Günther, 1861
- Liparis marmoratus Schmidt, 1950
- Liparis megacephalus (Burke, 1912)
- Liparis micraspidophorus (Gilbert & Burke, 1912)
- Liparis ochotensis Schmidt, 1904
- Liparis rutteri (Gilbert & Snyder, 1898)

Noordoosten van de Grote Oceaan
- Liparis adiastolus Stein, Bond & Misitano, 2003
- Liparis catharus Vogt, 1973
- Liparis mucosus Ayres, 1855
- Liparis pulchellus Ayres, 1855

Noordwestelijke Grote Oceaan
- Liparis alboventer (Krasyukova, 1984)
- Liparis bikunin Matsubara & Iwai, 1954
- Liparis brashnikovi Soldatov, 1930
- Liparis burkei (Jordan & Thompson, 1914)
- Liparis chefuensis Wu & Wang, 1933
- Liparis curilensis (Gilbert & Burke, 1912)
- Liparis dubius  small>Soldatov, 1930
- Liparis dulkeiti Soldatov, 1930
- Liparis eos Krasyukova, 1984
- Liparis frenatus (Gilbert & Burke, 1912)
- Liparis grebnitzkii (Schmidt, 1904)
- Liparis kusnetzovi Taranetz, 1935
- Liparis kussakini Pinchuk, 1976
- Liparis latifrons Schmidt, 1950
- Liparis maculatus Krasyukova, 1984
- Liparis mednius (Soldatov, 1930)
- Liparis miostomus Matsubara & Iwai, 1954
- Liparis newmani Cohen, 1960
- Liparis owstoni (Jordan & Snyder, 1904)
- Liparis petschiliensis (Rendahl, 1926)
- Liparis pravdini Schmidt, 1951
- Liparis punctatus Schmidt, 1950
- Liparis punctulatus (Tanaka, 1916)
- Liparis rotundirostris Krasyukova, 1984
- Liparis schantarensis (Lindberg & Dulkeit, 1929)
- Liparis schmidti Lindberg & Krasyukova, 1987
- Liparis tanakae (Gilbert & Burke, 1912)
- Liparis tartaricus Soldatov, 1930
- Liparis tessellatus (Gilbert & Burke, 1912)
- Liparis tunicatiformis Krasyukova, 1984
- Liparis zonatus Chernova, Stein & Andriashev, 2004

Zuidoostelijke Grote Oceaan
- Liparis antarcticus Putnam, 1874

Westelijke Grote Oceaan
- Liparis rhodosoma Burke, 1930